# Zelotes bharatae
Zelotes bharatae är en spindelart som beskrevs av Gajbe 2005. Zelotes bharatae ingår i släktet Zelotes och familjen plattbuksspindlar. Inga underarter finns listade i Catalogue of Life.